# Чапка, Игнац
Игнац Чапка (24 февраля 1791, Либава, Моравия — 5 июня 1881, Вена) — австрийский юрист и бургомистр Вены.
Изучал право в Оломоуце и Вене.
В 1838—1848 годах был бургомистром Вены; среди его достижений на должности было обеспечение освещения города в ночное время керосиновыми фонарями, строительство водопровода и каналов. Вынужден был уйти в отставку с должности бургомистра в связи с революцией 1848—1849 годов в Австро-Венгрии.
С 1856 по 1859 был полицмейстером (директором городской полиции — нем. Polizeidirektor) Вены. С 1859 года — на пенсии.